# Jefe del Estado Mayor de la Defensa (Uruguay)
El Jefe del Estado Mayor de la Defensa es el oficial militar de las Fuerzas Armadas de más alto rango y principal asesoría del Jefe de Estado y los ministros de Estado en temas de defensa nacional. Tiene a su mando la estructura operativa de las Fuerzas Armadas.

## Titularidad
El jefe del Estado Mayor de la Defensa tiene a su mando la estructura operativa de las fuerzas armadas, asesora y responde ante el Presidente de la República y el Ministro de Defensa Nacional, quienes a su vez se encargan de su designación y nombramiento. 
Su cargo regulada por el artículo 16 de la Ley N° 18.650, la cual establece que los titulares deben ser Oficiales Generales y Almirantes que se encuentren activos dentro de las fuerzas.  Goza de la misma jerarquía que los Comandantes en Jefe de las Fuerzas, por lo que, al momento de la designación se le otorga el rango de General del Ejército, Almirante o General del Aire, dependiendo de la Fuerza a la que pertenezca. Asimismo, no se establece ningún tipo de rotación entre cada rama de las Fuerzas Armadas, puesto que la designación se da por confianza del Poder Ejecutivo.
El titular del cargo podrá permanecer en actividad hasta cinco años contados desde su ascenso, teniendo como una excepción el cese como Comandante en Jefe con motivo de designación como Jefe del Estado Mayor. En caso de ser cesado de su cargo, debe pasar a retiro obligatorio.

## Titulares
| N.º | Nombre                   | Rama         | Rango               | Mandato               | Mandato              | Presidente       |
| --- | ------------------------ | ------------ | ------------------- | --------------------- | -------------------- | ---------------- |
| 1   | José Ramón Bonilla       | Fuerza Aérea | General del Aire    | 20 de octubre de 2010 | 18 de junio de 2011  | José Mujica      |
| 2   | Daniel Castellá          | Ejército     | General de Ejército | 1 de febrero de 2012  | 1 de febrero de 2014 | José Mujica      |
| 3   | Milton Ituarte           | Ejército     | General de Ejército | 1 de febrero de 2014  | 2 de febrero de 2015 | José Mujica      |
| 4   | Nelson Pintos            | Ejército     | General de Ejército | 2 de febrero de 2015  | 1 de febrero de 2017 | Tabaré Vázquez   |
| 5   | Juan José Saavedra       | Ejército     | General de Ejército | 1 de febrero de 2017  | 1 de febrero de 2019 | Tabaré Vázquez   |
| 6   | Alfredo Erramún          | Ejército     | General de Ejército | 1 de febrero de 2019  | 1 de abril de 2019   | Tabaré Vázquez   |
| 7   | Fernando Pérez Arana     | Armada       | Almirante           | 4 de abril de 2019    | 3 de marzo de 2020   | Tabaré Vázquez   |
| 8   | Marcelo Montaner         | Ejército     | General de Ejército | 4 de marzo de 2020    | 1 de febrero de 2021 | Luis Lacalle Pou |
| 9   | Gustavo Fajardo          | Ejército     | General de Ejército | 1 de febrero de 2021  | 11 de marzo de 2022  | Luis Lacalle Pou |
| 10  | Rodolfo Pereyra Martínez | Fuerza Aérea | General del Aire    | 7 de abril de 2022    | Actualidad           | Luis Lacalle Pou |